# Ignacio García López
Ignacio García López (Madrid, 5 de setembre de 1924), és un polític espanyol procedent del Frente de Juventudes i vinculat a Adolfo Suárez.

## Carrera política
Llicenciat en ciències polítiques, durant la dictadura de Franco va ser en diferents moments governador civil de Pontevedra, Astúries i Biscaia. També va ser procurador en Corts des de 1964.
Al desembre de 1975, quan Adolfo Suárez era ministre secretari general del Moviment, ocupà el càrrec de vicesecretari general.
Des del 7 de juliol de 1976 Suárez passà a ocupar la Presidència del Govern d'Espanya i Ignacio García esdevingué l'últim ministre secretari general del Moviment (1976-1977). L'abril de 1977 la Secretaria General del Moviment va ser suprimida i Ignacio García López va continuar al Govern com a ministre secretari general del Govern. El 15 de juliol de 1977 passà a ser senador per designació reial.
El 1979 era coordinador del partit UCD a Madrid.